# Sloughi

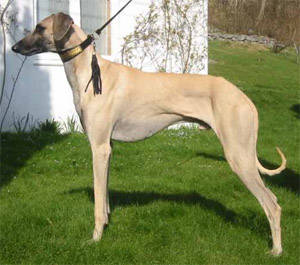
Sloughi

Sloughi o llebrer àrab és una raça de gos del nord d'Àfrica, concretament un membre de la família del gos llebrer. És trobat principalment al Marroc, responsable de l'estàndard, i pot ser trobat en nombres més petits en qualsevol altre lloc del Nord d'Àfrica. Els sloughis probablement poden ser relacionats amb l'azawakh, però no amb el saluki.

## Història

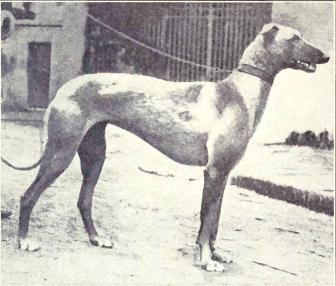
Sloughi (1915)

L'origen del sloughi és majoritàriament un assumpte d'especulació. Antigament els sloughis van venir del que avui és Etiòpia (els tributs als faraons van incloure gossos llebrers de Núbia, al sud d'Egipte). El sloughi és un dels dos llebrers africans de cria reconeguts per la Federació Cinològica Internacional. En uns fragments antics (aproximadament 3000 aC) es va descobrir un llebrer semblant a un sloughi. Avui, el sloughi és trobat principalment al Marroc, Algèria, Tunísia i Líbia. Al Marroc el responsable de l'estàndard de la raça és la Federació Cinològica Internacional. No ha de ser confós amb el saluki de la península d'Aràbia i de l'Orient Mitjà, el qual és una varietat del Saluki. Tampoc ha de ser confós amb el llebrer afganès. El sloughi era i és encara utilitzat per caçar en els seus països nadius, i és també un fiable gos guardià.

## Aparença
El sloughi pertany a la família dels llebrers, té el pèl curt, el cos fort i les orelles caigudes. La seva expressió és sovint descrita per ser melancòlica. El seu sistema muscular és "sec", té músculs plans i llargs, els quals no han de ser tan curts com els dels altres llebrers com el whippet, fins i tot quan tenen una condició física excel·lent. El seu darrere és gairebé horitzontal (la regió lumbar ha de ser lleugerament plana). Té una angulació moderada.
Els ulls són idealment de color marró fosc, encara que de vegades són de color ambre. El color del pelatge varia del color sorra, a vermell-sorra, vermell o caoba, mantell negre, màscara negra i orelles negres. Segons l'estàndard, un sloughi només pot tenir un petita taca blanca en el seu pit. Extenses taques blanques no són permeses. El sloughi és un gos de pes ploma-lleuger, amb un caminar moderat però amb una energia eficaç. La vista general és compacta i forta.

## Temperament
El sloughi és d'una naturalesa sensible, alerta i intel·ligent. És molt emotiu i no és fàcil mantenir-lo dins de pisos amb famílies. Tanmateix, un sloughi no necessita més exercici que altres gossos de mida similar. Necessita varietat, passejar i córrer pel camp. Un sloughi és fidel al seu propietari i ell el necessita molt a prop. És fàcil d'entrenar perquè és una mica sensible, la seva formació no hauria de ser opressiva, i qualsevol càstig hauria de ser omès. El que li agrada és una confirmació amistosa del seu comportament.

## Salut
El sloughi és en gran part inalterat des de temps antics, i reté una salut genètica robusta. Només unes quantes condicions genètiques han estat anotades en la raça, en particular la progressió retinal atròfia (PRA). Afortunadament el sloughi és una de les races que aquesta condició pot ser provada amb una mostra de sang petita, i els reproductors estan treballant per eliminar la PRA dels gens. El sloughi és molt sensible a l'anestèsia, i pot ser sensible a les vacunes i a altres medicacions - els tractaments rutinaris haurien de ser espaiats en el temps en comptes de donar-los tots immediatament. Amb bones cures la raça tendeix a gaudir de salut excel·lent durant l'edat vella.